# ヴァスコ・ヴァラン
ヴァスコ・フィリペ・ピント・クインティーノ・ヴァラン（Vasco Filipe Pinto Quintino Varão 、1981年7月29日 - ）は、ポルトガル・リスボン出身の元サッカー選手。現役時代のポジションは、ミッドフィールダー。